# Don't You Worry Child
Don't You Worry Child è un singolo del supergruppo svedese Swedish House Mafia, pubblicato il 27 agosto 2012.

## Descrizione
Il singolo ha visto la partecipazione vocale del cantante svedese John Martin, che già aveva collaborato con il trio nel singolo Save the World pubblicato l'anno precedente. Il brano è stato successivamente incluso nella raccolta Until Now e ha ricevuto una candidatura nella categoria miglior brano dance ai Grammy Awards 2013.

## Video musicale
Il video musicale ha ottenuto la certificazione Vevo.

## Tracce
Testi e musiche di Axel "Axwell" Hedfors, Sebastian Ingrosso, Steve Angello, Michel Zitron e John Martin.
Download digitale
1. Don't You Worry Child (Radio Edit) – 3:32
2. Don't You Worry Child (Extended Mix) – 6:43
3. Don't You Worry Child (Acoustic Version) – 4:17
4. Save the World (Zedd Remix) – 6:21

CD (Europa)
1. Don't You Worry Child (Radio Edit) – 3:31
2. Don't You Worry Child (Extended) – 6:42
3. Don't You Worry Child (Acoustic) – 4:15
4. Don't You Worry Child (Joris Voorn Remix) – 7:02
5. Don't You Worry Child (Promise Land Remix) – 5:44
6. Don't You Worry Child (Tom Staar & Kryder Remix) – 6:20

## Formazione
Gruppo
- Axwell – programmazione, tastiera
- Sebastian Ingrosso – programmazione, tastiera
- Steve Angello – programmazione, tastiera

Altri musicisti
- John Martin – voce

## Classifiche

### Classifiche settimanali
| Classifica (2012-13)           | Posizione massima |
| ------------------------------ | ----------------- |
| Australia                      | 1                 |
| Austria                        | 5                 |
| Belgio (Fiandre)               | 4                 |
| Belgio (Vallonia)              | 10                |
| Canada                         | 10                |
| Danimarca                      | 2                 |
| Finlandia                      | 4                 |
| Francia                        | 37                |
| Germania                       | 9                 |
| Irlanda                        | 2                 |
| Italia                         | 8                 |
| Lussemburgo                    | 7                 |
| Norvegia                       | 2                 |
| Nuova Zelanda                  | 2                 |
| Paesi Bassi                    | 5                 |
| Regno Unito                    | 1                 |
| Regno Unito (dance)            | 1                 |
| Repubblica Ceca                | 8                 |
| Slovacchia                     | 2                 |
| Spagna                         | 11                |
| Stati Uniti                    | 7                 |
| Stati Uniti (dance/electronic) | 2                 |
| Svezia                         | 1                 |
| Svizzera                       | 7                 |

### Classifiche di fine anno
| Classifica (2013) | Posizione |
| ----------------- | --------- |
| Italia            | 62        |